# Laphria burnsi
Laphria burnsi là một loài ruồi trong họ Asilidae. Laphria burnsi được Paramonov miêu tả năm 1958. Loài này phân bố ở miền Australasia.